# Charles Korvin
Charles Korvin (Piešťany, Eslovaquia; 21 de noviembre de 1907 – † Manhattan, Nueva York, Estados Unidos; 18 de junio de 1998) nacido bajo el nombre de Géza Korvin Kárpáthy, fue un actor y productor de televisión húngaro. Se trasladó a los Estados Unidos en 1940, después de cursar sus estudios en la Sorbona. Korvin debutó en Broadway en 1943 con el nombre de Géza Korvin. Luego de firmar un contrato con la Universal Pictures, cambió su nombre a Charles Korvin. Su carrera en el mundo artístico fue constante durante la década de 1940, incluyendo tres películas en las que aparece con la actriz Merle Oberon. 
Ya en la década de 1950, después de dejar la Universal, protagonizó a distintos villanos en varias películas de cine y televisión, en las que se incluye un agente ruso llamado «Rokov» en Tarzan's Savage Fury protagonizada por Lex Barker como Tarzán. En 1957 se convirtió en un natural ciudadano de los Estados Unidos. Interpretó a «El Águila» en la serie El Zorro (1957-1959), y más tarde, hizo un baile latino interpretando al instructor Carlos en The Honeymooners en el episodio «Mama Loves Mambo». En 1959 actuó en la serie brito-estadounidense Interpol Calling. Korvin falleció a los 90 años en Manhattan. 

## Filmografía
- Enter Arsène Lupin (1944)
- Temptation (1946)
- Berlin Express (1948)
- The Killer That Stalked New York (1950)
- Tarzan's Savage Fury (1952)
- Ship of Fools — El barco de los locos (1965)
- Inside Out (1975)